# Paint 3D
Paint 3D est une version perfectionnée de Microsoft Paint, faisant partie des applications de modélisation et d'impression 3D apportées par Windows 10. C'est un logiciel développé par le studio Lift London de Microsoft.

## Réception
Paint 3D fut bien accueilli pour ses nouvelles fonctionnalités, mais fut critiqué pour avoir perdu certaines fonctionnalités de Microsoft Paint. Il est également critiqué pour son manque d'outils 3D, et pour sa difficulté d'utilisation avec une souris et un clavier.